# Bruno Lopes
Bruno da Silva Lopes, noto semplicemente come Bruno Lopes (Curitiba, 19 agosto 1986), è un ex calciatore brasiliano, di ruolo attaccante.

## Carriera
Ha giocato nella massima serie dei campionati giapponese, portoghese, thailandese, saudita, indonesiano e malaysiano.